# Cote R
Vous pouvez aider à l'améliorer ou bien discuter des problèmes sur sa page de discussion.
- Il relève du guide pratique, ce qui n'est pas de nature encyclopédique. Vous pouvez reformuler les passages concernés, ou remplacer ce bandeau par {{pour Wikibooks}}, {{pour Wikiversité}}, ou {{pour Wikivoyage}}, afin de demander le transfert vers un projet frère plus approprié. (Marqué depuis février 2024)
- La pertinence de son contenu est remise en cause. Considérez-le avec précaution. (Marqué depuis février 2024)

La cote de rendement au collégial, aussi appelée cote R, est une méthode statistique utilisée au Québec visant à mesurer la performance des étudiants de niveau collégial en vue de leur admission dans un programme contingenté à l'université.
Avant 1995, la cote Z était la mesure utilisée par les universités afin de départager les candidats dans les programmes universitaires contingentés. La cote R est créée pour éliminer le désavantage qui existait à faire partie d'un groupe d'étudiants forts dont la moyenne des résultats est élevée. Elle consiste alors à ajuster la cote Z avec un indice de force du groupe.
En automne 2017, la formule de la cote R a été modifiée pour tenir compte de l'homogénéité des étudiants d'un groupe à l'évaluation. 
La cote R se situe sur une échelle allant de 0 à 50. La plupart des cotes R se situent entre 15 et 35. Les notes dans la moyenne méritent autour de 25.

## Utilité
La cote de rendement au collégial est un critère de sélection dans la plupart des programmes universitaires au Québec, qui sont contingentés.
Généralement, les candidats sont admis en ordre décroissant de cote R. La cote R du dernier étudiant admis dans chaque programme contingenté est publiée par les universités chaque session et fournit ainsi une indication de la cote R minimale à viser pour un étudiant désirant s'inscrire à l'un de ces programmes. 
Certains programmes hautement contingentés, comme les doctorats en médecine et en pharmacie, sélectionnent également les étudiants sur d'autres critères en plus de la cote R. 
Voici quelques programmes contingentés dans la plupart des universités québécoises:
- Baccalauréat en architecture
- Baccalauréat en criminologie
- Baccalauréat en droit
- Baccalauréat en ergothérapie
- Baccalauréat en génie (certains domaines)
- Baccalauréat en nutrition
- Baccalauréat en physiothérapie
- Doctorat en médecine
- Doctorat en médecine dentaire
- Doctorat en médecine vétérinaire
- Doctorat en médecine podiatrique
- Doctorat en optométrie
- Doctorat en pharmacie
- Doctorat en chiropratique

## Méthode de calcul
La cote R (CRC) d'un élève est la somme des cotes R pondérées de chacun de ses cours, c'est-à-dire multipliées par leurs «unités» puis divisées par la somme des unités des cours de l'étudiant. La cote de rendement collégial est donc :
{\displaystyle CRC=\sum W_{\text{cours}}\centerdot CRC_{\text{cours}}}
où
{\displaystyle W_{\text{cours}}={\frac {{\rm {unites}}_{\text{cours}}}{\sum {\rm {unites}}_{\text{cours}}}}}
Cependant, depuis octobre 2004, les cours dont la note est sous 60 % (échecs) sont sous-pondérés : leur poids {\displaystyle W_{cours}} est multiplié par 0,25 pour un échec à la première session et par 0,50 pour un échec aux autres sessions. Les reprises des cours de première session échoués se terminant également en échecs sont multipliés par 0,50.
La cote R pour cours se calcule de la façon suivante.
{\displaystyle \displaystyle CRC_{\text{cours}}=\left(Z\cdot IDGZ+IFGZ+5\right)\cdot 5}
Tous les groupes du même cours de l'enseignante ou de l'enseignant sont parfois considérés comme un seul grand groupe dans le calcul de la cote R. Voici la signification des expressions qui interviennent dans le calcul de la cote R:
- Z est la cote Z, soit l'écart à la moyenne divisé par l'écart-type du groupe. Cette valeur est limitée à ±3;
- IFGZ est l'indice de force du groupe fondé sur les résultats obtenus aux examens ministériels du secondaire par chaque individu du groupe. Il s'agit de la moyenne des cotes Z des étudiants du groupe pour les examens ministériels du secondaire. Un groupe fort aura généralement beaucoup d'étudiants dont les notes au secondaire étaient plus élevées que la moyenne provinciale, ce qui aura pour effet de créer un IFGZ positif. L'indice de force du groupe est le même pour tous les étudiants de la classe est limité à ±2;
- IDGZ est l'indice de dispersion du groupe. Il est calculé en prenant l'écart-type des cotes Z des étudiants du groupe aux examens ministériels du secondaire. Plus un groupe est homogène, plus l'indice de dispersion sera faible.

### Note pour se situer parmi les étudiants admis à l'université
La cote R moyenne des diplômés du cégep est de 25, posé par la définition mathématique, et se situe essentiellement entre 15 et 40. Puisque les universités exercent une certaine sélection, et que tous les diplômés du CEGEP ne s'inscrivent pas à l'université, la cote R moyenne des étudiants admis dans un programme de baccalauréat à l'université est légèrement supérieure, environ 26. Selon cette distribution, on devrait dire que les étudiants « dans la moyenne » ont plutôt une cote R située entre 24 et 28.

## Cote R du dernier étudiant admis dans les programmes les plus contingentés
Ces cotes R sont un indice des chances d’être admis dans les programmes et varient d’une année à l’autre en fonction du nombre de demandes et de places offertes. D’autres critères de sélection (tests, auditions, production médiatique, entrevues...) peuvent valoir autant que le dossier.

### Par université

#### Université de Montréal
| Programme                                     | 2017   | 2018   | 2021   | 2022   | 2023   |
| --------------------------------------------- | ------ | ------ | ------ | ------ | ------ |
| Année préparatoire au doctorat en médecine    | 34,038 | 34,952 | 34,047 | 33,561 | 33,116 |
| Baccalauréat en architecture                  | 29,513 | 30,547 | 31,569 | 30,908 | 31,407 |
| Baccalauréat en criminologie                  | 29,498 | 30,011 | 29,650 | 29,651 | 29,238 |
| Baccalauréat en droit                         | 31,319 | 32,126 | 31,632 | 31,303 | 31,880 |
| Baccalauréat en ergothérapie                  | 31,170 | 32,276 | 31,516 | 29,382 | 30,081 |
| Baccalauréat en neurosciences                 | 30,948 | 33,003 | 31,255 | 31,154 | 30,904 |
| Baccalauréat en nutrition                     | 32,218 | 33,000 | 31,804 | 29,949 |        |
| Baccalauréat en physiothérapie                | 33,285 | 34,404 | 33,917 | 31,707 | 32,780 |
| Baccalauréat en sciences biomédicales         | 29,803 | 30,000 | 30,954 | 30,923 | 29,774 |
| Doctorat de 1er cycle en médecine             |        |        | 34,503 | 34,703 | 34,325 |
| Doctorat de 1er cycle en médecine dentaire    | 32,673 | 34,947 | 34,113 | 34,450 | 34,849 |
| Doctorat de 1er cycle en médecine vétérinaire | 32,860 | 33,631 | 33,808 | 34,100 | 33,942 |
| Doctorat de 1er cycle en optométrie           | 33,106 | 34,441 | 34,750 | 35,196 |        |
| Doctorat de 1er cycle en pharmacie            | 33,156 | 34,852 | 34,503 | 34,703 | 34,325 |

#### Université du Québec à Montréal
| Programme                                                                         | Hiver 2018 | Automne 2018 |
| --------------------------------------------------------------------------------- | ---------- | ------------ |
| Baccalauréat en communication (stratégies de production culturelle et médiatique) | -          | 28,00        |
| Baccalauréat en droit                                                             | 29,60      | 31,20        |
| Baccalauréat en relations internationales et droit international                  | -          | 30,00        |
| Baccalauréat en travail social                                                    | -          | 28,15        |

#### Université Laval
| Programme                                                                | 2017   | 2018   | 2019   | 2020   | 2021   | 2022   |
| ------------------------------------------------------------------------ | ------ | ------ | ------ | ------ | ------ | ------ |
| Baccalauréat intégré en affaires publiques et relations internationales, | 29,145 | 28,038 |        |        |        |        |
| Baccalauréat en architecture,                                            | 28,320 | 30,015 | 30,040 | 29,000 | 31,510 | 30,689 |
| Baccalauréat en criminologie,                                            | 28,013 | 28,015 | 27,804 | 28,021 | 29,506 | 28,393 |
| Baccalauréat en droit,                                                   | 30,008 | 29,714 | 29,702 | 29,602 | 30,007 | 30,001 |
| Baccalauréat en ergothérapie,                                            | 31,416 | 33,909 | 32,375 | 30,426 | 32,074 | 30,228 |
| Baccalauréat en nutrition,                                               | 32,501 | 33,628 | 33,052 | 33,381 | 31,625 | 31,807 |
| Baccalauréat en physiothérapie,                                          | 30,500 | 30,500 | 34,068 | 32,924 | 30,371 | 32,93  |
| Baccalauréat en sciences biomédicales,                                   | 31,062 | 32,364 | 27,500 | 27,500 | 27,500 | 27,500 |
| Doctorat de 1er cycle en médecine,                                       | 33,321 | 34,935 | 34,921 | 33,000 | 33,000 | 33,000 |
| Doctorat de 1er cycle en médecine dentaire,                              | 32,500 | 32,276 | 32,398 | 32,371 | 34,214 | 33,94  |
| Doctorat de 1er cycle en pharmacie,                                      | 33,322 | 34,193 | 33,559 | 33,961 | 33,047 | 34,514 |

## Standards d'admission des universités québécoises
Pour connaître les standards d'admission officiels des universités québécoises, il faut visiter les sites respectifs puisqu'il n'y a pas de ressource officielle centralisée.
Le site Web CoteR.ca est une source non officielle qui permet de comparer les standards d'admission des universités québécoises rapidement sous forme de tableau.

## Mythes et réalités
Il existe de nombreuses zones floues autour de la cote R, autant pour les étudiants que pour ceux qui les conseillent. Certaines fausses croyances sont aussi parfois utilisées à des fin partisanes dans le but de vanter un programme ou un cégep en particulier. Voici quelques questions fréquentes et leurs réponses expliquées à l'aide de la formule de la cote R et d'un exemple hypothétique.

### Les notes d'un étudiant au secondaire affectent-elles sa cote R?
Les notes d'un étudiant au secondaire ont une influence extrêmement faible sur sa cote R. Les notes au secondaire influencent le calcul des expressions IDGZ et IFGZ dans la formule de la cote R. Il est important de comprendre que pour calculer ces expressions, les notes de tous les étudiants du groupe (en réalité, tous les groupes d'un même professeur) sont utilisées. Ainsi, les notes d'un étudiant au secondaire ont autant d'influence sur sa cote R que sur celle des autres étudiants du groupe. C'est donc plutôt la force générale du groupe qui importe et non celle d'un étudiant en particulier.
À titre d'exemple, imaginons que Nicolas et Justine soient dans le même cours mais que Justine ait obtenu une moyenne de 10% supérieure à ses examens du Ministère au secondaire. Si Nicolas et Justine ont la même note finale dans le cours, ils auront nécessairement la même cote R pour ce cours. Justine contribue à ce que l'IFGZ du groupe soit plus élevé, mais cela ne l'avantage pas plus que les autres étudiants de la classe.

### Le choix du cégep, du programme ou du professeur peut-il aider à améliorer ma cote R?
Est-il avantageux d'être dans un groupe plus fort ou moins fort ou encore d'avoir un professeur exigeant? L'objectif de la cote R est d'être équitable avec les étudiants dans toutes ces situations. 
Imaginons que Julie vise d'entrer dans un programme universitaire contingenté et qu'elle hésite entre un cégep A réputé plus fort et un cégep B réputé moins fort. Dans les groupes plus forts du cégep A, les notes de Julie se démarqueront moins de la moyenne (cote Z moins élevée). Par contre, l'indice de force des groupes du cégep A devrait être plus élevé, ce qui augmentera la valeur de IFGZ. Dans le cégep B, les notes de Julie se démarqueront plus de la moyenne (cote Z plus élevée), mais l'indice de force des groupes de ce cégep sera plus faible. 
Dans le nouveau calcul de la cote R (2019), l'introduction de l'expression IDGZ permet de bien équilibrer la cote Z et la force du groupe. Ainsi, il n'y a aucune façon de prédire ou de vérifier qu'un groupe ou un autre ait un meilleur effet sur sa cote R. Les critères pour la sélection de son cégep devraient donc reposer non sur le calcul de la cote R mais plutôt sur d'autres facteurs : la position géographique, les activités ou groupes parascolaires, un groupe d'amis ayant une influence positive...

### Un site web peut-il aider à prédire ma cote R?
Il est impossible pour un site web de prédire la cote R d'un étudiant avec précision. La raison est que les valeurs de la force du groupe (IFGZ) et de la dispersion du groupe (IDGZ) peuvent seulement être calculés par le Ministère. Il est possible d'avoir une estimation en prenant des valeurs arbitraires pour IFGZ et IDGZ, mais celles-ci peuvent être loin de la réalité dans certains cas.

### Est-il possible d'améliorer sa cote R après sa première session?
Il est souvent question du fait qu'il soit difficile d'améliorer sa cote R à la suite d'une première session au collégial. Cela est en partie vrai, mais il est important de soulever certaines mesures mises en place afin de limiter cet effet. Il est aussi à noter que les demandes d'admission ayant lieu en milieu de session d'hiver, la cote R des cours de dernière session n'est pas considérée pour l'admission à l'université.
Imaginons que Laurence ait obtenu une cote R de 26 à sa première session sans échouer à aucun cours. Cette cote R globale est calculée en effectuant une moyenne pondérée de la cote R de chacun de ses cours. Supposons que Laurence veuille augmenter sa cote R à 28 afin d'être admise dans un programme contingenté. Afin d'avoir une cote R cumulative d'au moins 28 après sa deuxième session, Laurence devra obtenir une cote R de 30 en supposant que sa deuxième session compte le même nombre de crédits de cours. Un passage de 26 à 30 est assez difficile à réaliser. Il est donc avantageux d'avoir un bon départ au cégep.
Il est important de comprendre que certaines règles diminuent la pondération des cours où on a échoué. En première session, un cours où on a échoué ne compte que pour 25% de son poids habituel dans la cote R. Ainsi, il peut être plus avantageux d'échouer à un cours de première session et de bien le réussir à la deuxième occasion que de le réussir de justesse à la première occasion (du point de vue de la cote R, bien entendu).

### Est-il désavantageux d'aider ses collègues de classe?
La cote R crée souvent des climats de classe compétitifs dans certains programmes préuniversitaires. Certains iront même jusqu'à ne pas aider leurs collègues pour améliorer leur cote R. Ce comportement est-il justifié?
Imaginons que Leia et Hermione soient deux étudiantes fortes qui veulent entrer dans un programme contingenté et que Leia refuse de travailler avec Hermione en raison d'une compétition au niveau de la cote R. Leia ne comprend pas que la note d'Hermione a très peu d'influence sur sa propre cote R: son résultat est seulement pris en compte pour le calcul de la moyenne et de l'écart-type du groupe. Si le groupe a 40 étudiants, une augmentation de 5 points de la note d'Hermione ne fera augmenter la moyenne du groupe de que de 0,125 points et aura un effet minime sur la cote R de Leia. Imaginons maintenant que Leia étudie avec Hermione et augmente alors sa note de 1%. Cette augmentation aura un effet positif sur sa cote R qui compensera facilement la hausse de la moyenne. Le comportement de Leia vis à vis d'Hermione n'est donc pas justifié.
Bien entendu, si un étudiant aide plusieurs autres étudiants de la classe et que cela n'améliore pas son résultat, il sera désavantagé. Il serait par contre surprenant que l'aidant ne tire aucun bénéfice de l'aide apportée aux autres étudiants.
- CoteR.ca - Outil d'information sur les standards d'admission des universités québécoises
- La cote de rendement au collégial : ce qu'elle est, ce qu'elle fait — fichier PDF sur le site du Bureau de coopération interuniversitaire (BCIQ)